# 凱瑟琳 (科羅拉多州)
凱瑟琳（英語：Catherine）是位於美國科羅拉多州加菲爾德縣的一個人口普查指定地區。

## 地理
凱瑟琳的座標為39°24′11″N 107°07′45″W / 39.40306°N 107.12917°W，而該地最高點為海拔高度1930米（即6340英尺）。

## 人口
根據2010年美國人口普查的數據，凱瑟琳的面積為2.25平方千米，均為陸地。當地共有人口228人，而人口密度為每平方千米101人。